# Cattedrale di San Donato (Mondovì)
La cattedrale di San Donato è il principale luogo di culto cattolico di Mondovì, in provincia di Cuneo, sede vescovile della diocesi omonima. Dal 1940 è monumento nazionale.

## Storia e descrizione
Diversi furono gli edifici che nel corso dei secoli furono consacrati ad essere la sede cattedrale della diocesi. La prima cattedrale fu la pieve di san Donato (XII secolo), rimpiazzata da una nuova chiesa rinascimentale agli inizi del XVI secolo. Questa fu abbattuta per volere del duca Emanuele Filiberto nel 1574, ed allora divenne cattedrale la chiesa di san Francesco, che a sua volta lasciò il posto all'attuale cattedrale, che fu costruita, su progetti dell'architetto Francesco Gallo, tra il 1743 ed il 1753 e consacrata dieci anni dopo dal vescovo Michele Casati.
La facciata è in pietra arenaria. Internamente la chiesa è ricca di opere d'arte, risalenti anche agli antichi edifici sopra descritti. Tra questi l'altare della chiesa rinascimentale (1507), ora conservato nella sala capitolare; un antico busto di papa Pio V donato da Pio IX nel 1872; e diversi dipinti risalenti al XVII-XVIII secolo di artisti piemontesi e lombardi. La decorazione pittorica e gli stucchi degli interni sono stati eseguiti a metà dell'Ottocento. Il presbiterio e l'altare maggiore sono decorati da grandi affreschi: nel catino absidale troviamo il Martirio di san Donato, di Paolo Emilio Morgari; nella cupola la Glorificazione di san Pio V; nel presbiterio l' Incoronazione di Maria. Piccolo gioiello dello stile rococò del Settecento è la Cappella del suffragio, con crocifisso in alabastro della fine dello stesso secolo.
L'organo a canne della cattedrale è stato costruito nel 1822 dai Fratelli Serassi (opus 414), riformato da Carlo Vegezzi Bossi nel 1893 e restaurato ed ampliato dai suoi eredi nel 1939. A trasmissione pneumatica, ha due tastiere di 58 note ciascuna ed una pedaliera di 30, e dispone di 35 registri.